# 小谷良太
小谷 良太（こたに りょうた、1987年6月19日 - ）鹿児島県出身の通信制高校研究家、講演家、起業家、YouTuber。
合同説明会・電子書籍・SNS等を通じ、通信制高校選び・不登校についての情報発信をしている。